# ماستالوس الأول من أمالفي
ماستالوس الأول (توفي 953) كان دوق أمالفي. جاء في 946 لنجدة جيزولف الأول من ساليرنو الذي تعرض لاعتداء من تحالف لاندولف الثاني من بينيفينتو وجون الثالث من نابولي.